# Spalangiopelta procera
Spalangiopelta procera är en stekelart som beskrevs av Graham 1966. Spalangiopelta procera ingår i släktet Spalangiopelta och familjen puppglanssteklar.
Artens utbredningsområde är:
- Spanien.
- Sverige.
- Schweiz.

Arten är reproducerande i Sverige. Inga underarter finns listade i Catalogue of Life.